# Maison Wolfers
Pour les articles homonymes, voir Wolfers.
La « maison Wolfers » est un bâtiment de style moderniste édifié par l'architecte Henry Van de Velde à Ixelles en Belgique.
Cette maison « constitue un des meilleurs exemples de maisons urbaines de la dernière période architecturale de Henry van 
de Velde ».

## Localisation
La maison est située à l'angle des rues Alphonse Renard et Jean-Baptiste Colyns, et plus précisément au numéro 60 de la rue Alphonse Renard,, à 200 m au nord de l'avenue Molière, une avenue huppée d'Ixelles, commune du sud de la Région de Bruxelles-Capitale.

## Historique
La maison est édifiée en 1929 en style moderniste par Henry Van de Velde pour le compte du fabricant Raymond Wolfers. Van de Velde collabore pour l'occasion avec l'architecte paysagiste Lucien Boucher.
L'architecture de briques du bâtiment exerce une influence sur certains édifices des années 1930, comme la centrale thermoélectrique édifiée en 1932 par Albert-Charles Dusberg pour l'Université de Liège (rue Ernest Solvay à Liège) ou la maison de briques édifiée en 1937 par Raoul Godfroid au no 470 de la chaussée de Maubeuges à Hyon dans la banlieue de Mons.
En 1933, l'édifice fait l'objet d'un article intitulé « Hôtel de M. R. Wolfers, à Bruxelles » dans la revue d'architecture La Cité.

## Classement
L'édifice fait l'objet d'un classement au titre des monuments historiques depuis le 4 octobre 1983 sous la référence 2071-0011/0,,.
Il figure par ailleurs à l'Inventaire du patrimoine architectural de la Région de Bruxelles-Capitale sous la référence 16827.

## Architecture

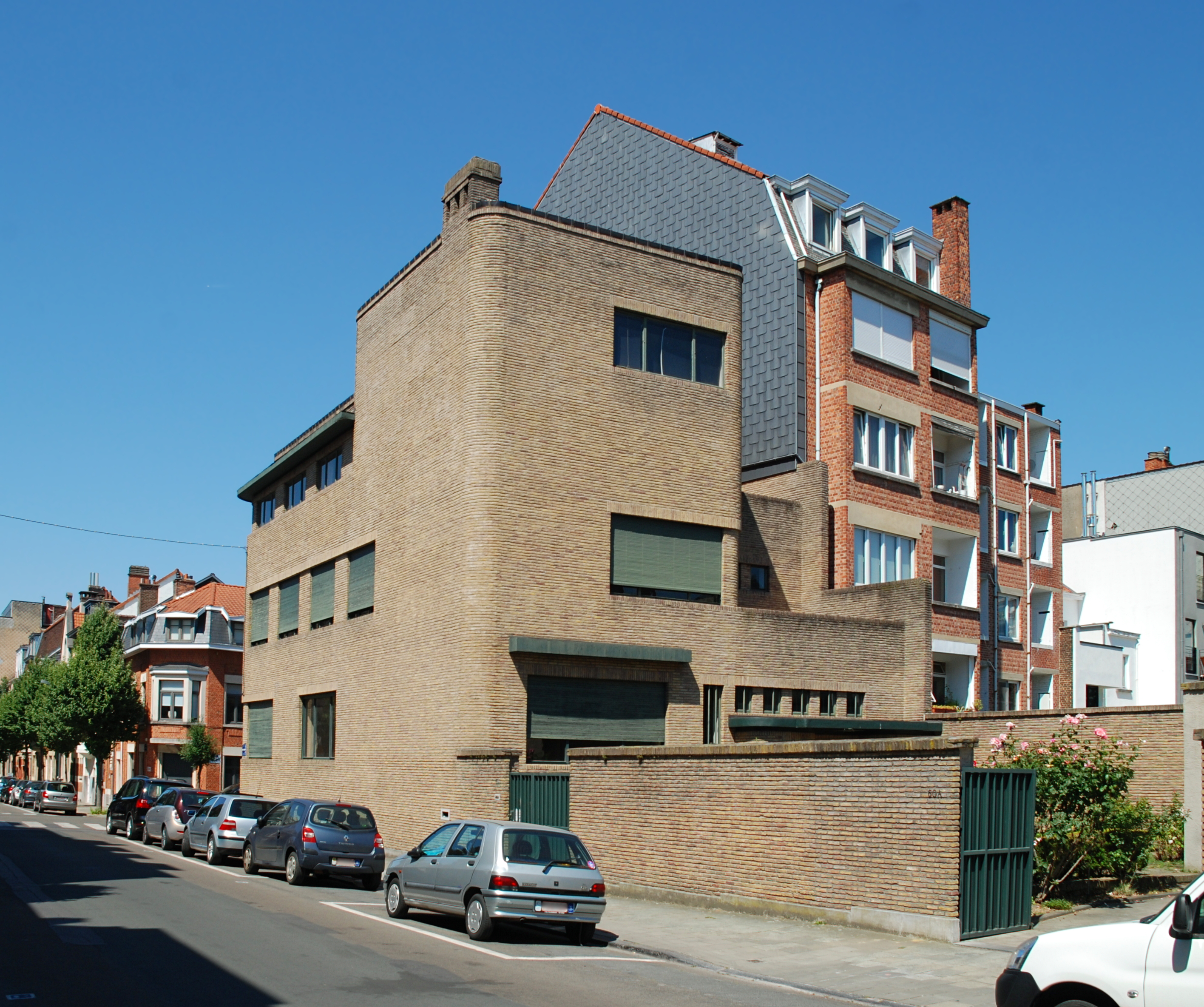
La maison Wolfers vue depuis la rue Alphonse Renard.

Le modernisme de Van de Velde est une « architecture réduite aux masses, au dialogue des pleins et des vides » qui « trouve son parfait achèvement à la Nouvelle maison de Tervuren et à la maison Wolfers ».
La maison Wolfers, qui une des œuvres les plus admirées de Van de Velde, montre comme la maison Cohen que « le rationnel, la neutralité commandée par un voisinage dont on ne peut pas faire abstraction n'excluent ni l'harmonie ni la grandeur ».
« La monumentalité de "La Nouvelle Maison" comme de la Maison Wolfers - obtenue par la simplification du langage et l'accentuation des masses - est une des caractéristiques les plus constantes de l'œuvre de Van de Velde ».
Cette maison, qui « constitue un des meilleurs exemples de maisons urbaines de la dernière période architecturale de Henry Van de Velde », est une maison d'angle à toit plat qui présente des façades monumentales en briques,.
D'un style moderniste austère, la maison ne présente aucune porte d'entrée ni du côté de la rue Alphonse Renard ni du côté de la rue Jean-Baptiste Colyns : l'accès ne se fait que par le portail métallique aménagé dans le mur de clôture qui longe la rue Alphonse Renard.
La façade de la rue Renard comporte deux parties. La partie d'angle comporte trois travées mais avec seulement deux fenêtres au rez-de-chaussée contre trois à chacun des étages, les fenêtres du deuxième étage étant situées en retrait et protégé par un auvent en bois. La deuxième partie, beaucoup plus haute et surmontée d'une cheminée, présente le long de la rue une maçonnerie presque aveugle, percée d'une seule fenêtre qui fait bloc avec les trois fenêtres de la partie précédente.